# 70.ª División de Infantería (Reino Unido)
La 70.ª División de Infantería fue una división de infantería británica que combatió durante la Segunda Guerra Mundial en las filas del Ejército británico, aunque únicamente lo hizo en el Teatro de operaciones del África del Norte (Campaña en África del Norte), además de un breve despliegue en la India.

## Historial
Esta formación militar tuvo una breve historia durante la Segunda Guerra Mundial, ya que se formó originalmente como 6.ª División de Infantería, para pasar posteriormente a ser denominada como 70.ª División de Infantería, siendo desconocidos los motivos de dicho cambio, que tuvo lugar el 10 de octubre de 1941.
La única acción de la División como unidad completa de batalla tuvo lugar durante la defensa de la ciudad libia de Tobruk, momento en que sirvió de refuerzo a la 9.ª División de Infantería australiana. Bajo el mando del general Ronald Scobie, la 70.ª División de Infantería participó en las luchas en torno a Tobruk contra el Afrika Korps del general Erwin Rommel durante la Operación Crusader, para lograr enlazar con el 8.º ejército británico. Durante la batalla, que tuvo una duración de tres días, los batallones de infantería de la 70.ª División sufrieron elevadas pérdidas.
Después de que la unidad lograse romper el contacto con el enemigo y reintegrarse a las filas del 8.º ejército británico, la División fue enviada a Alejandría para ser embarcada con destino a la India. Inicialmente fue destinada tras su llegada a dicho lugar a labores internas de seguridad, siendo finalmente suprimida como unidad orgánica con fecha 25 de octubre de 1943.

## Mandos
- 10 de octubre de 1941: - Mayor General Ronald Scobie
- 10 de febrero de 1942: - Brigadier C.E.N. Lomax
- 18 de febrero de 1942: - Mayor General G.W. Symes

## Composición
- 14.ª Brigada de Infantería
  - 1st Battalion, Bedfordshire and Hertfordshire Regiment
  - 2nd Battalion, York and Lancaster Regiment ou 2nd Battalion, York and Lancaster Regiment
  - 2nd Battalion, Black Watch
- 16.ª Brigada de Infantería
  - 2nd Battalion, The Leicestershire Regiment
  - 2nd Battalion, The Queen's Own Royal West Kent Regiment ou Queen's Own Royal Regiment
  - 2nd Battalion, The King's Own Royal Border Regiment ou King's Own Royal Regiment
- 23.ª Brigada de Infantería
  - 1st Battalion, Essex Regiment
  - 1st Battalion, Durham Light Infantry
  - 4th Battalion, The Border Regiment